# Peperomia glareosa
Peperomia glareosa är en pepparväxtart som beskrevs av William Trelease. Peperomia glareosa ingår i släktet peperomior, och familjen pepparväxter. Inga underarter finns listade i Catalogue of Life.